# Vissai Ninh Bình FC
Der Vissai Ninh Bình Football Club (vietnamesisch Câu lạc bộ bóng đá Xi măng The Vissai Ninh Bình) war ein Fußballverein aus Ninh Bình, der zuletzt in der höchsten vietnamesischen Liga, der V.League 1, spielte.
Der Verein wurde 2007 gegründet und 2015 wieder aufgelöst, da mehrere Spieler an Spielmanipulationen teilnahmen.

## Erfolge
- Vietnamesischer Zweitligameister: 2009
- Vietnamesischer Pokalsieger: 2013
- Vietnamesischer Supercupsieger: 2013

## Stadion
Seine Heimspiele trug der Verein im Ninh Bình Stadium in Ninh Bình aus. Das Stadion hat ein Fassungsvermögen von 22.000 Personen.
Koordinaten: 20° 15′ 30,7″ N, 105° 58′ 8,6″ O

## Saisonplatzierung
| Saison | Liga       | Platz | Vietnamese Cup  | Supercup |
| ------ | ---------- | ----- | --------------- | -------- |
| 2009   | V.League 2 | 1.    | Viertelfinale   |          |
| 2010   | V.League 1 | 11.   | Viertelfinale   |          |
| 2011   | V.League 1 | 4.    | Viertelfinale   |          |
| 2012   | V.League 1 | 8.    | Viertelfinale   |          |
| 2013   | V.League 1 | 10.   | Sieger          | Sieger   |
| 2014   | V.League 1 | 13.   | keine Teilnahme |          |

## Trainerchronik
Stand: 2014
| Trainer       | Nation  | von          | bis           |
| ------------- | ------- | ------------ | ------------- |
| Lê Thụy Hải   | Vietnam | 1. Juli 2009 | 30. Juni 2011 |
| Nguyễn Văn Sỹ | Vietnam | 1. Juli 2013 | 30. Juni 2014 |